# Jumanji: Następny poziom
Jumanji: Następny poziom (ang. Jumanji: The Next Level) – amerykański film przygodowy fantasy z 2019 roku w reżyserii Jake’a Kasdana, wyprodukowany przez wytwórnię Sony Pictures Entertainment. Główne role w filmie zagrali m.in. Dwayne Johnson, Jack Black, Kevin Hart i Karen Gillan. Sequel filmu Jumanji: Przygoda w dżungli z 2017 roku.

## Fabuła
Trzy lata po wydarzeniach z poprzedniego filmu, bohaterowie wracają do świata gry Jumanji.

## Obsada
| Postać                          | Aktor            |
| ------------------------------- | ---------------- |
| Smolder Bravestone              | Dwayne Johnson   |
| Sheldon "Shelly" Oberon         | Jack Black       |
| Franklin "Mysz" Finbar          | Kevin Hart       |
| Ruby Roundhouse                 | Karen Gillan     |
| Jefferson "Hydroplan" McDonough | Nick Jonas       |
| Ming Fleetfoot                  | Awkwafina        |
| Jurgen Brutal                   | Rory McCann      |
| Eddie Gilpin                    | Danny DeVito     |
| Milo Walker                     | Danny Glover     |
| Anthony "Fridge" Johnson        | Ser'Darius Blain |
| Bethany Walker                  | Madison Iseman   |
| Martha Kaply                    | Morgan Turner    |
| Spencer Gilpin                  | Alex Wolff       |
| Nigel                           | Rhys Darby       |
| Alex Vreeke                     | Colin Hanks      |

## Produkcja
Zdjęcia do filmu kręcono m.in. w Atlancie, Calgary, Nowym Meksyku i na Hawajach.

## Premiera
Film pojawiał się w kinach, w kolejnych krajach, od 4 grudnia 2019, gdy trafił na ekrany m.in. na terenie Francji. W USA był wyświetlany od trzynastego, a w Polsce od 29 grudnia tego samego roku.

## Odbiór

### Box office
Film Jumanji: Następny poziom zarobił łącznie 320,3 miliona dolarów w Stanach Zjednoczonych i Kanadzie, a 479,7 miliona w pozostałych państwach; razem 800 milionów przychodu z biletów w kinach.

### Krytyka w mediach
Film Jumanji: Następny poziom spotkał się z umiarkowanie pozytywną reakcją krytyków. W serwisie Rotten Tomatoes, 72% z 241 recenzji filmu uznano za pozytywne, a średnia ocen wystawionych na ich podstawie wyniosła 6,10 na 10. Na portalu Metacritic średnia ocen z 37 recenzji wyniosła 58 punktów na 100.

## Kontynuacja
Jake Kasdan planuje stworzyć kolejny film z serii Jumanji.